# Bettadahosur, Krishnarajpet
Bettadahosur là một làng thuộc tehsil Krishnarajpet, huyện Mandya, bang Karnataka, Ấn Độ.